# 岗木达乡
岗木达乡，是中华人民共和国四川省阿坝藏族羌族自治州壤塘县曾经下辖的一个乡。

## 行政区划
岗木达乡撤销前下辖以下地区：
阳培村、达日村、章光村、岗木达村、明达村和昂柯村。